# Yeasayer
Yeasayer byla americká hudební skupina, založená v roce 2006 v Brooklynu. Své první album s názvem All Hour Cymbals skupina vydala v říjnu 2007, druhé Odd Blood v únoru 2010 a třetí Fragrant World v srpnu 2012. Skupinu tvoří Chris Keating, Ira Wolf Tuton a Anand Wilder. V roce 2019 skupina ukončila svou činnost.
V srpnu 2010 skupina vystoupila v Praze.

## Diskografie
- All Hour Cymbals (2007)
- Odd Blood (2010)
- Fragrant World (2012)
- Amen & Goodbye (2016)
- Erotic Reruns (2019)